# Irodalmi ügynök
Az irodalmi ügynök az, aki az írókat és műveiket képviseli a kiadóknál, a színházi és film producereknél, illetve segít az értékesítésnél és tárgyalásoknál. Az irodalmi ügynökök többnyire regényírókat, forgatókönyvírókat és nem fikciós írókat képviselnek. Fizetésük egy fix százaléka a bevételnek (az USA-ban 10-20 százaléka, általában 15 százalék).

## Előnyök
Az írók több ok miatt fordulnak ügynökhöz. Az erős, jövedelmező kiadók nem fogadják el azokat a beadványokat, melyek mögött nem áll ügynök. Egy ügyes ügynök ismeri a piacot és hasznos tanácsokat tud adni az írónak karrierje szempontjából. Attól, hogy valakinek kiadták már egy művét, nem biztos, hogy automatikusan ismerni fogja a modern kiadói szerződéseket és gyakorlatokat, ezért inkább irodalmi ügynökére támaszkodik.

## Diverzitás
Egy irodalmi ügynökség állhat akár egy ügynökből, aki több tucat írót képvisel, vagy lehet akár egy jelentős cég vezetőkkel, al-ügynökökkel és speciális szakemberekkel, akik például a külföldi jogra szakosodnak, természetesen az ilyen cégeknél a képviseltek száma is több száz. A kisebb ügynökségek gyakorta specializálódnak egyes műfajokra, tehát olyan írókat képviselnek, akik vagy csak sci-fit, vagy  csak gyermek könyveket stb. írnak. Nagyon kevés ügynök képvisel novellaírókat, vagy költőket.

## Költségek
Az ügynökök nem számolnak fel a kliensüknek olvasási díjat, vagy egyéb költségeket, jövedelmüket ők is az eladott profitból szerzik. Hagyományos a képviseleti megállapodás az ügynök és kliense között tisztán verbális, ám napjainkban egyre több ügynök kínál írásos szerződést a feltételek tisztázására.

## Fordítás
Ez a szócikk részben vagy egészben  a   Literary agent című angol Wikipédia-szócikk fordításán alapul.  Az eredeti cikk szerkesztőit annak laptörténete sorolja fel. Ez a jelzés csupán a megfogalmazás eredetét és a szerzői jogokat jelzi, nem szolgál a cikkben szereplő információk forrásmegjelöléseként.

## Külső hivatkozások
- Association of Authors' Representatives
- : A guide to finding the right literary agent
- Preditors and editors: A guide to literary scam artists
- Bill's List of Literary Agents and Their Authors' Books
- Writer Beware: A watchdog site that exposes scams directed at writers
- AgentQuery: A site that allows writers to search for agents
- QueryTracker.net: A site that allows writers to search for and track submissions to agents